# Leo K. Kuter
Leo K. Kuter, oft nur Leo Kuter, (* 21. Februar 1897 in Shannon, Illinois, Vereinigte Staaten; † 10. August 1970 in Laguna Beach, Kalifornien, ebenda) war ein US-amerikanischer Filmarchitekt.

## Leben
Der in Illinois geborene Kuter, seit 1911 in Los Angeles ansässig, kam nach seiner Ausbildung 1920 zum Film und fand dort zunächst eine Beschäftigung als Zeichner in der Ausstattungsabteilung der Produktionsfirma Famous Players-Lasky. Bis 1933 arbeitete Kuter auch im Dienste anderer Filmstudios, dann wechselte er zu Warner Bros., wo er bis zu seinem Karriereabschluss 1965 blieb. Zeitweise, von 1948 bis 1956, lehrte Kuter das Fach Scenic Design an der Universität von Los Angeles. 
Kuter hatte in den 1920er Jahren seine ersten Dekorationen entworfen, blieb aber die gesamte frühe Tonfilm-Zeit (bis 1943) der aktiven Tätigkeit als Filmarchitekt fern und musste sich mit der einen oder anderen Assistenz begnügen. Sein Spezialgebiet seit 1943 wurden anfangs propagandistisch-patriotisch angelegte Kriegsfilme, die das Hohelied auf den Marinesoldaten oder den Bomberpiloten des Zweiten Weltkriegs oder des Koreakriegs sangen. Daneben stattete Kuter aber auch einige „Warner“-Klassiker wie John Hustons Kriminaldrama „Gangster in Key Largo“ mit Humphrey Bogart und Howard Hawks’ SpätwesternWarner Bros. Entertainment „Rio Bravo“ mit John Wayne aus. Leo Kuter, „ein routinierter, nicht übermäßig einfallsreicher Szenenbildner“, war überdies 1937 Mitbegründer der Society of Motion Picture and Television Art Directors, der Standesorganisation der US-amerikanischen Film- und Fernseharchitekten.
Am 10. August 1970 verstarb Kuter im Alter von 73 Jahren an Krebs.

## Filmografie
- 1922: Die Schlange von Paris (Trifling Women)
- 1924: Johannistriebe – das Vorrecht der Jugend (Smouldering Fires)
- 1925: Sir Mortons Leidenschaft (Sporting Life)
- 1925: Hurricane Kid
- 1926: Der keusche Josef (What Happened to Jones ?)
- 1927: Das Schiff der Verdammten (Captain Salvation)
- 1928: Blaue Jungen – blonde Mädchen (A Girl in Every Port)
- 1943: Blutiger Schnee (Northern Pursuit)
- 1943: Destination Tokyo
- 1944: Hollywood-Kantine (Hollywood Canteen)
- 1945: Pride of the Marines
- 1945: Jagd im Nebel (Confidential Agent)
- 1946: Two Guys From Milwaukee
- 1947: Ehebruch (The Unfaithful)
- 1947: To the Victor
- 1948: Always Together
- 1948: Hafen des Lasters / Gangster in Key Largo (Key Largo)
- 1949: Die Straße der Erfolgreichen (Flamingo Road)
- 1949: Sturm über dem Pazifik (Task Force)
- 1949: Des Teufels Pilot (Chain Lightning)
- 1949: Konterbande (South of St. Louis)
- 1950: Der Mann ihrer Träume (Young Man With a Horn)
- 1950: Der Panther (Highway 301)
- 1950: Ich war FBI Mann M.C. (I Was a Communist for the FBI)
- 1951: Die Gefangene des Ku-Klux-Klan (Storm Warning)
- 1951: Unternehmen Seeadler (Operation Pacific)
- 1951: Come Fill the Cup
- 1951: Ein Herz für Danny (Close to My Heart)
- 1952: April in Paris
- 1952: Der tote Zeuge (Operation Secret)
- 1952: Jazz Singer (The Jazz Singer)
- 1953: Ärger auf der ganzen Linie (Trouble Along the Way)
- 1953: Der Sheriff ohne Colt (The Boy From Oklahoma)
- 1954: Der einsame Adler (Drum Beat)
- 1955: Sperrfeuer auf Quadrat 7 (Target Zero)
- 1956: Street Jungle
- 1956: Einst kommt die Stunde (Toward the Unknown)
- 1957: Bomber B-52 (Bombers B-52)
- 1957: Durchbruch bei Morgenrot (The Deep Six)
- 1958: Rio Bravo
- 1959: Die Sommerinsel (A Summer Place)
- 1960: Das Dunkel am Ende der Treppe (The Dark at the Top of the Stairs)
- 1960: Jenseits des Ruwenzori (The Sins of Rachel Cade)
- 1960: Sein Name war Parrish (Parrish)
- 1960: Nur eine einzige Nacht (Susan Slade)
- 1961: Revolte in Block A (House of Women)
- 1961: Abenteuer in Rom (Rome Adventure)
- 1962: Patrouillenboot PT 109 (PT 109)
- 1963: Ein Mann kam nach New York (Youngblood Hawke)
- 1964: Operation Pazifik (Ensign Pulver)
- 1965: Drei auf einer Couch (Three on a Couch)